# 巴林LGBT权益
巴林的女同性恋、男同性恋、双性恋和跨性别群體（LGBT）面临着社会的諸多歧视。该国于1976年将同性戀合法化。执法人员和法院有权对任何违法行为（例如未成年同性性行为）处以罚款和/或监禁，因为只有合法年龄在21岁以上的成年人才能发生同性性行为。自2014年起，巴林性別重置手術合法。

## 同性性行为的合法性
巴林成為英國保護國 時，禁止同性性行為是由英国规定的，它在每个殖民地都实施了类似的法律。在此之前，巴林經歷過薩法維王朝的統治，實行什葉派的伊斯蘭教法，然後哈利法家族的統治帶來了馬立克派。
1971年底，英國勢力撤出巴林，巴林獨立，興起改革與現代化的浪潮。巴林的法律體系是伊斯蘭法和歐陸法系的混合，制定法律時聘請埃及的法律顧問協助草擬法條，埃及學者制定現代法律的標準主要以法國為藍本，同時結合埃及本土的伊斯蘭法，而法國的法律制度則是歐陸法系。
在1976年3月巴林颁布了新的《刑法》，废除了英国实施的《波斯湾刑法》。新的《刑法》并没有禁止自愿的成年人之间私下的、非商业的同性性行为。尽管根据该法律的规定，“成年人”至少年满21岁。刑法中存在一些模糊、寬泛的條款，被當局拿來针对LGBT人群使用。
2013年9月，有消息称，所有海湾阿拉伯国家合作委员会成员都同意讨论一项提议，即建立某种形式的、但尚不为人所知的测试，以禁止外国同性恋者进入任何一个国家。然而，有人认为，对在卡塔尔举办2022年國際足協世界盃的担忧，以及对足球迷可能会被审查的争议的担心，使得官员们收回了计划，并坚称这只是一个提议。

### 政府态度
Al-Menbar伊斯兰教协会是议会中比较成功的政治派系之一。作为合法的伊斯兰政治团体，它已推动采取更为保守的社会政策，包括镇压LGBT人群。
在回答议会关于学校中的女同性恋问题时，主管教育服务的助理副部长哈立德·阿拉维（Khalid Al-Alawi）说，教育部不负责解决性问题，相反，照顾孩子的情绪发展是家长的责任：“任何情绪问题都应该由他们的父母来处理，而不是学校对这个问题采取行动。公众不应该对这个问题大做文章，因为它不存在。”在谈到政府的态度时，阿拉维表示，“对于媒体上提出的所谓女同性恋问题的问题，作为一个部门，我们不能谈论一个普遍存在的现象，也不能称之为女同性恋。学生所面临的问题属于教育问题，而不是不道德行为。如果一个学生的外表与习俗和学校的价值观背道而驰，那么我们只能说，那些违反校规的人应该受到惩罚。”
2008年，民主进步论坛成员要求严厉打击同性性行为。要求政府对同性性行为问题以及如何最好地打击此类行为进行正式研究。政府的初步回应如下：
- 内政部长说，“可疑的”（娘娘腔的）同性恋者在机场被禁止进入巴林。[9]
- 内政部长说，许多男性同性恋者选择在美发沙龙，美容和按摩水疗中心工作，部长说，要经常对此进行检查。[9]

一年后，政府开始对变装行为进行镇压。2009年，两名亚裔外国人因在一家男性理发店提出与卧底警察发生性关系以换取金钱而被判处6个月监禁，随后被驱逐出境。
2009年2月，一名39岁的男子因在公共场合穿着女装，即一件阿巴亚衫和一个钱包，被判入狱一个月。
2011年，警方突袭了一个被媒体形容为同性婚礼的派对。
其他悬而未决的法案将明确禁止同性恋、双性恋和变性者入境或获得居留许可，并计划向儿童教师发出明显的同性恋或变装警告信号，以便儿童受到惩罚。
巴林内一些更合法的自由主义和左翼政治团体表示反对将伊斯兰教法引入巴林刑法，但他们中没有一个表示支持LGBT权利。

### 虚假指控
有时会针对巴林政府的批评者进行同性恋的虚假指控或反同性恋影射，以抹黑政治或宗派异议人士。在一个普遍认为同性恋是坏习惯或不良习惯的社会中，指责人们是同性恋，即使是在开玩笑，也可以成为打击改革者的有效手段。
人权倡导者纳比尔·拉贾布（Nabeel Rajab）曾在社交媒体上受到人们这样的指责。类似的侮辱也在谢赫·阿里·萨尔曼（Sheikh Ali Salman）身上展开，一些推特用户将他的什叶派政党称为“Al Wefag”。
同样，也有人对聚集在珍珠广场的2011年民主派抗议者进行不实指控。抗议活动的参与者被指控从事各种不道德的性行为，试图诋毁抗议者的要求。

### 言论自由
自20世纪90年代开始，巴林的新闻界普遍被允许讨论同性恋问题，而不会受到政府的惩罚。最初，讨论的重点是巴林以外发生的人和事，特别是在娱乐或艾滋病-HIV流行方面。在21世纪初，巴林新闻界已经开始讨论性取向，性別認同和艾滋病-HIV流行病，因为这些议题也适用于本国。
2001年，阿拉伯语报纸Al-Meethaq成为巴林第一家讨论同性恋问题的报纸，引发了全国性的争议。
2005年12月21日，巴林的报纸《海湾日报》的英国专栏作家莱斯·霍顿（Les Horton）发表了评论。这可能是第一次在巴林报纸上发表表示支持LGBT权利的专栏，尽管这是英文出版物。
《海湾日报》继续撰写有关同性恋和性别认同的文章。例如，它发表了几篇关于女高中巴林女性同性恋者和声称因被男性虐待而成为女同性恋者的巴林女性的文章。

## 性别认同与表达
2006年，《海湾日报》（Gulf Daily News）刊登了一个故事，讲述了一个巴林人在出生时被认定为一名女性，该女性经过变性手术后正准备出庭，以期使自己的新性别被法律承认。该案律师在2005年赢得这个具有里程碑意义的案件，案件中的跨性别人士在巴林进行了手术，并在法律上被确认为男子。该案一直在巴林法律体系中审理，直到2008年法院批准了允许跨性别者更改其法律文件并获得其性别承认的动议。
自2014年起，巴林允许进行性别重置手术。

## LGBT社区
巴林的人口由不同文化背景的公民组成，有来自许多不同国家的外籍工人。这影响了LGBT社区在该国的运作方式。
LGBT外籍工人倾向于与其他具有相同语言（即使不同国籍）的外籍工人交往。因为不是巴林公民，他们无法真正影响巴林的政策，并且普遍认为需要谨慎对待自己的性取向或性别认同，才能继续在该国工作。
在巴林公民中，他们对性取向或性别认同的开放程度与家庭的传统主义或现代程度有很大关系。
在比较传统的家庭中，成为LGBT群体是可耻的，需要通过药物治疗，包办婚姻或身体暴力来“治愈”。现代家庭可能更宽容，但也要担心他们的儿子或女儿面临骚扰或歧视。

## 公众态度
根据2011年的世界价值观调查，42%的巴林人认为“同性恋从来都是不正当的”，低于48%的世界平均水平。它也比接受调查的任何其他阿拉伯国家都要接受。同一项调查还发现，有18％的巴林人“不想与同性恋者为邻”，这是世界上比例最低的国家之一。

## 人权报告

### 2017年美国国务院报告
2017年，美国国务院报告了有关巴林LGBT权利状况的以下内容：
- 基于性取向和性别认同的暴力，歧视和其他虐待行为
“法律没有将年龄在21岁以上的成年人之间的自愿同性性行为定为刑事犯罪，但基于性取向或性别认同的歧视是存在的。在极少数情况下，法院批准为那些接受过变性手术的人签发新的法律身份文件。11月23日，法院剥夺了一名接受变性手术的公民更改姓名和身份证件以符合其性别的权利；截至年底，该案仍有待最高上诉法院终审。”[22]

## 概况
| 同性性行为合法                                       | （自1976年）               |
| 同意年龄平等                                         | （异性恋和同性恋均为21岁） |
| 反就业歧视法律                                       | 否                         |
| 提供商品和服务的反歧视法律                           | 否                         |
| 在所有其他领域的反歧视法律（包括间接歧视，仇恨言论） | 否                         |
| 同性婚姻                                             | 否                         |
| 同性伴侣关系                                         | 否                         |
| 同性伴侣收养继子女                                   | 否                         |
| 同性伴侣联合收养                                     | 否                         |
| 同性恋军人允许公开服役                               | 否                         |
| 有权改变法律性别                                     | （自2014年）               |
| 女同性恋试管婴儿                                     | 否                         |
| 男同性恋情侣商业代孕                                 | 否                         |
| 男男性接触人群（MSM）允许献血                        | 否                         |